# Oedothorax vilis
Oedothorax vilis là một loài nhện trong họ Linyphiidae.
Loài này thuộc chi Oedothorax. Oedothorax vilis được Wladislaus Kulczynski miêu tả năm 1885.